# 莎敏·奥巴伊德-奇諾伊
莎敏·奥巴伊德-奇諾伊（1978年11月12日—）是一名巴基斯坦電影女导演、记者和人权活动家。出生於卡拉奇一個富裕家庭，奥巴伊德-奇諾伊先後在卡拉奇文法學校及美國接受教育。她毕业于史密斯學院并在分別在2003年及2004年在史丹福大學取得兩個碩士學位。
她拍攝的紀錄片《Saving Face》和《河中女孩：宽恕的代价》分別使她榮獲2012年及2016年奥斯卡金像奖最佳紀錄短片獎。奥巴伊德-奇諾伊亦七次獲得艾美奖。